# Női Nemzeti Bajnokság I
La Női Nemzeti Bajnokság I (in italiano Lega Nazionale I femminile, spesso abbreviato in Női NB I), nota anche come JET-SOL Liga Női Nemzeti Bajnokság I per ragioni di sponsorizzazione, è la massima serie del campionato ungherese femminile di calcio ed è posto sotto l'egida della Federazione calcistica dell'Ungheria (MLSZ). La prima stagione fu nel 1984 e attualmente partecipano 12 squadre. La Női NB I ha cadenza annuale, inizia ad agosto e termina a maggio. L'1. FC Femina è la squadra che ha vinto il maggior numero di campionati (10). Al 2023 la Női NB I è il ventiseiesimo campionato di calcio femminile in Europa secondo il ranking stilato dall'UEFA.

## Storia
La prima edizione ufficiale del Női NB I si tenne nella stagione 1984-1985 e vide la vittoria del László Kórház, che seppe ripetersi per i due anni successivi. Per circa venti anni il titolo è andato a tre sole squadre: il László Kórház, l'1. FC Femina e il Renova. Nel 2004 il Viktória Szombathely interruppe questo dominio, vincendo il campionato. Nel 2009 l'1. FC Femina vinse il suo decimo titolo, superando il László Kórház fermo a nove titoli, e diventando la squadra più titolata. Gli anni 2010 hanno visto prima l'MTK Hungária vincere cinque titoli consecutivi e poi il Ferencváros imporsi per due anni consecutivi.

## Formato
Per la stagione 2016-2017 al campionato hanno partecipato otto squadre, che hanno disputato una prima fase secondo un girone all'italiana con partite di andata e ritorno, per un totale di 14 giornate. Il sistema di assegnazione del punteggio prevede 3 punti per la squadra vincitrice dell'incontro, 1 punto a testa in caso di pareggio e nessun punto per la squadra sconfitta. Al termine della prima fase le prime quattro classificate accedono alla seconda fase per l'assegnazione del titolo, mentre le ultime quattro classificate accedono alla seconda fase per la salvezza. In entrambi i gironi le squadre mantengono i punti conquistati nella prima fase e si affrontano con partite di andata e ritorno per un totale di sei giornate. Al termine della seconda fase le squadre si affrontano a due a due per stilare la classifica finale del campionato (1ª contro 2ª, 3ª contro 4ª, 5ª contro 6ª, 7ª contro 8ª). La prima classificata vince il campionato, è campione d'Ungheria ed accede alla UEFA Women's Champions League della stagione successiva. La settima classificata accede allo spareggio contro una squadra di Női NB II per un posto in massima serie, mentre l'ottava classificata retrocede in Női NB II.

## Le squadre

### Organico attuale
Alla stagione 2023-2024 sono iscritte le seguenti dodici squadre:
- Astra Hungary
- Budaörs
- Diósgyőr
- Fehérvár FC
- Ferencváros
- Győri ETO
- Haladás-Viktória
- MTK Hungária
- Puskás Akadémia
- Soroksár SC
- St. Mihály
- Szekszárdi

## Albo d'oro
- 1984-1985  László Kórház
- 1985-1986  László Kórház
- 1986-1987  László Kórház
- 1987-1988  1. FC Femina
- 1988-1989  László Kórház
- 1989-1990  Renova
- 1990-1991  1. FC Femina
- 1991-1992  Renova
- 1992-1993  Renova
- 1993-1994  László Kórház
- 1994-1995  László Kórház
- 1995-1996  1. FC Femina
- 1996-1997  1. FC Femina
- 1997-1998  László Kórház
- 1998-1999  László Kórház
- 1999-2000  László Kórház
- 2000-2001  1. FC Femina
- 2001-2002  1. FC Femina
- 2002-2003  1. FC Femina
- 2003-2004  Haladás-Viktória
- 2004-2005  MTK Hungária
- 2005-2006  1. FC Femina
- 2006-2007  1. FC Femina
- 2007-2008  1. FC Femina
- 2008-2009  Haladás-Viktória
- 2009-2010  MTK Hungária
- 2010-2011  MTK Hungária
- 2011-2012  MTK Hungária
- 2012-2013  MTK Hungária
- 2013-2014  MTK Hungária
- 2014-2015  Ferencváros
- 2015-2016  Ferencváros
- 2016-2017  MTK Hungária
- 2017-2018  MTK Hungária
- 2018-2019  Ferencváros
- 2019-2020 non assegnato
- 2020-2021  Ferencváros
- 2021-2022  Ferencváros
- 2022-2023  Ferencváros
- 2023-2024  Ferencváros
- 2024-2025  Ferencváros

## Statistiche

### Titoli per squadra
| Squadra          | Titoli | Anni |
| ---------------- | ------ | --- |
| 1. FC Femina     | 10     | 1987-1988, 1990-1991, 1995-1996, 1996-1997, 2000-2001, 2001-2002, 2002-2003, 2005-2006, 2006-2007, 2007-2008 |
| László Kórház    | 9      | 1984-1985, 1985-1986, 1986-1987, 1988-1989, 1993-1994, 1994-1995, 1997-1998, 1998-1999, 1999-2000            |
| MTK Hungária     | 8      | 2004-2005, 2009-2010, 2010-2011, 2011-2012, 2012-2013, 2013-2014, 2016-2017, 2017-2018                       |
| Ferencváros      | 8      | 2014-2015, 2015-2016, 2018-2019, 2020-2021, 2021-2022, 2022-2023, 2023-24, 2024-25                           |
| Renova           | 3      | 1989-1990, 1991-1992, 1992-1993                                                                              |
| Haladás-Viktória | 2      | 2003-2004, 2008-2009                                                                                         |